# 霍尔利夫卡市镇
霍尔利夫卡市级市镇（羅馬化：Horlivska miska hromada）是乌克兰顿涅茨克州霍尔利夫卡区的一个名义上的市镇，行政中心为霍尔利夫卡。
该市镇的领土现被俄罗斯非法占领。

## 居民点
该市镇包括一个城市（霍尔利夫卡）、两个市级镇、两个村庄和5个乡村居民点：
- 市级镇：霍利米夫斯基、潘泰莱伊莫尼夫卡
- 村庄：米哈伊利夫卡、皮亚斯内（烏克蘭語：Рясне (Горлівський район)）
- 部分乡村居民点：斯塔夫基